# Palma (Minas Gerais)
Pour les articles homonymes, voir Palma.
Palma est une municipalité brésilienne de l'État du Minas Gerais et la microrégion de Cataguases.